# Nico Castel
Nico Castel, eigentlich Naftali Chaim Castel, (* 1. August 1931 in Lissabon, Portugal; † 31. Mai 2015 in New York City, New York) war ein portugiesisch-amerikanischer Opernsänger (Tenor), Gesangspädagoge und Sprachlehrer.

## Leben und Wirken
Nico Castel wurde unter dem Namen Naftali Chaim Castel als Nachfahre einer Familie sephardischer Juden und Rabbiner in Portugal geboren. Er wuchs in Venezuela auf, wurde von einer deutschstämmigen Kinderfrau aufgezogen und besuchte unter anderem in Frankreich die Schule.
Castel arbeitete zunächst in seiner Jugend in Venezuela in einem kaufmännischen Beruf; er war bei einer Importfirma tätig, die Whisky nach Venezuela einführte. Zu Beginn seiner Gesangskarriere nahm er den Künstlernamen Nico Castel an. Er studierte Gesang, zunächst in Caracas bei Carmen Hurtado, später dann bei Mercedes Llopart in Mailand und bei Julia Drobner in New York City. Kurzzeitig studierte Castel auch in Deutschland, an der Universität Mainz. 1948 ging er in die Vereinigten Staaten, wo er Romanische Sprachen/Romanistik an der Temple University in Philadelphia studierte; in den frühen 1950er Jahren arbeitete er als Übersetzer für die United States Army in Deutschland.
1958 gewann Castel den Joy in Singing Award, der von der US-amerikanischen Sopranistin Winifred Cecil gestiftet worden war. Er gewann den ersten Preis, ein Solo-Recital in der Town Hall in New York City. Er sang in seinem Debüt-Konzert unter anderem Lieder von Joaquín Rodrigo, Manuel de Falla, Alberto Ginastera und Johannes Brahms. 1958 gab er sein Bühnendebüt am Opernhaus von Santa Fé; er sang Fenton in Falstaff. Im Juli 1958 wirkte er am Opernhaus von Santa Fé in der Uraufführung der Oper Wuthering Heights von Carlisle Floyd mit.
Castel sang zu Beginn seiner Karriere einige lyrische Tenorrollen. Er spezialisierte sich jedoch bald auf das Buffo- und Charakterfach. Im Verlaufe seiner Karriere baute er sich ein Repertoire von über 120 mittleren und kleineren Partien auf. Castel war der klassische Typus des sogenannten „Comprimario“-Sängers. Kritiker hoben immer wieder Castels „dramatische Charakterisierungskunst, seine Musikalität und seine tadellose Diktion“ hervor.
1970 wurde er an die Metropolitan Opera in New York engagiert; er debütierte dort am 30. März 1970 als Don Basilio in Le nozze di Figaro. Castel sang in insgesamt fast 800 Vorstellungen an der Metropolitan Opera. Zu seinen MET-Partien gehörten Monostatos in Die Zauberflöte, Goro in Madama Butterfly, Alcindoro in La Bohème, Borsa in Rigoletto, Schmidt in Werther und die Knusperhexe in Hänsel und Gretel. Castel trat bis 1997 an der Metropolitan Opera auf. Zuletzt übernahm er auch Sprechrollen wie den Bassa Selim in Die Entführung aus dem Serail (u. a. in der Saison 1991/92) und den Haushofmeister in Ariadne auf Naxos (u. a. in der Saison 1987/88). Diese Rolle, die er auch in einer Ariadne-Neuinszenierung in der Saison 1993/94 (Regie: Elijah Moshinsky) noch einmal übernahm, war seine letzte große Glanzpartie an der MET, in der er bis Oktober 1997 noch auf der Bühne stand.
Castel gastierte im Verlaufe seiner Karriere in den Vereinigten Staaten auch an der New York City Opera (Debüt 1965; als Jacob Glock in Der feurige Engel), an der Lyric Opera of Chicago, am Opernhaus von Philadelphia (1985), an der San Francisco Opera und an den Opernhäusern von Houston, New Orleans, Seattle und Baltimore. In Europa gastierte er am Teatro Nacional de São Carlos in Lissabon, beim Maggio Musicale in Florenz und beim Festival dei Due Mondi in Spoleto. Als Liedsänger trat er insbesondere auch mit Programmen mit jüdischer Musik und jüdischen Texten auf. Er war Chasan an der Scarsdale Synagogue in Westchester County, und an der Progressive Synagogue in Brooklyn.
Neben seiner Gesangskarriere arbeitete Castel an der Metropolitan Opera außerdem als Gesangslehrer, Gesangspädagoge, Sprachcoach und Sprecherzieher. Er hatte diese Aufgabe über fast 30 Jahre inne; 2009 ging er in dieser Funktion in den Ruhestand. Er unterrichtete außerdem an der Juilliard School of Music, am Mannes College of Music, am Queens College, an der Boston University und anderswo. Er war Gründer und Leiter des New York Opera Studio für junge Gesangsstudenten.
Castel verfasste das Lehrbuch A Singer’s Manual of Spanish Lyric Diction. Er gab musikwissenschaftliche Schriften heraus; außerdem veröffentlichte er Übersetzungen (des Wort-für-Wort-Sinns plus vieler Doppelbedeutungen sowie einer lyrisch-freien Übersetzung) und phonetische Anleitungen zu Libretti von Giuseppe Verdi, Giacomo Puccini und Wolfgang Amadeus Mozart, die im Operngesang als „Goldstandard“ gelten.

### Tondokumente
Castel wirkte in mehreren Schallplattenaufnahmen mit. In der 1970 bei EMI veröffentlichten Aufnahme der Oper Manon von Jules Massenet sang er die Rolle des alten Liebhabers Guillot De Morfontaine; Dirigent war Julius Rudel. Ebenfalls unter Rudels Leitung sang er die vier Dienerrollen in Hoffmanns Erzählungen (1972, mit Beverly Sills). Er sang außerdem auf Schallplatte den Stadtrat Alcindoro in einer Gesamtaufnahme der Oper La Bohème mit Georg Solti als Dirigenten. Die Aufnahme erschien 1974 bei RCA.
Außerdem existieren Live-Mitschnitte und Fernsehaufzeichnungen mit Castel aus der Metropolitan Opera, unter anderem als Spalanzani in Hoffmanns Erzählungen (1973; mit Joan Sutherland; Dirigent: Richard Bonynge), König Kaspar in Amahl and the Night Visitors (1977), Prinz/Diener/Marquis in Lulu (1980), Haushofmeister bei der Feldmarschallin in Der Rosenkavalier (1982) und als Wirt Lillas Pastia in Carmen (1987). Ein Live-Mitschnitt der Oper Ariadne auf Naxos vom März 1988 aus der Metropolitan Opera, in dem Castel die Sprechrolle des Haushofmeisters „mit der nötigen Arroganz versieht“, wurde als DVD veröffentlicht.
Außerdem wurde ein Live-Mitschnitt von Hoffmanns Erzählungen von 1965 aus der New York City Opera, in dem er, an der Seite von Plácido Domingo, Norman Treigle und Beverly Sills, unter der musikalischen Leitung von Julius Rudel in „fabelhaft“[er] Weise die Dienerrollen sang, auf CD veröffentlicht.

### Privates
Castel war dreimal verheiratet. Seine ersten beiden Ehen mit Carol Bayard und Nancy Benfield wurden geschieden. Aus seiner zweiten Ehe ging eine Tochter, Sasha Castel, hervor. 1988 heiratete er in dritter Ehe Carol Cates. Castel starb im Alter von 83 Jahren nach langer Krankheit in seiner New Yorker Wohnung in Manhattan.
Castel war polyglott, er sprach Französisch, Englisch, Spanisch, Portugiesisch, Deutsch, Italienisch und Ladino, die Sprache der sephardischen Juden.